# أنطوانيت من ساكس-كوبرغ-سالفيلد
أنطوانيت إرنستين أمالي من ساكس-كوبرغ-سالفيلد (بالألمانية: Antoinette von Sachsen-Coburg-Saalfeld)‏ (28 أغسطس 1779 - 14 مارس 1824)؛ هي الأميرة ساكس-كوبورغ-سالفيلد بالميلاد، بحيث أنها الابنة الثانية لـ فرانز، دوق ساكس-كوبرغ-سالفيلد وزوجته الثانية أوغستا من رويس-إبرسدورف؛ وأيضا هي شقيقة ليوبولد الأول ملك بلجيكا، وخالة الملكة فيكتوريا.
تزوجت من ألكسندر من فورتمبيرغ شقيق الإمبراطورة ماريا فيودوروفنا قرينة بافل الأول في 17 نوفمبر 1798؛ عاشا الزوجين في روسيا؛ وأنجبت له:-
- ماري من فورتمبيرغ (1860-1799)؛ تزوجت من خالها إرنست الأول، دوق ساكس-كوبرغ وغوتا.
- بول من فورتمبيرغ (1801-1800).
- ألكسندر من فورتمبيرغ (1881-1804)؛ دوق في فورتمبيرغ.
- إرنست من فورتمبيرغ (1868-1807).
- فريدرخ فيلهلم فرديناند من فورتمبيرغ (29 أبريل 1810 - 25 أبريل 1815).